# Bel canto
Bel canto, także belcanto (wł. dosłownie: piękny śpiew) – termin muzyczny używany w dwóch pokrewnych znaczeniach :
1. Technika wokalna bel canto – powstała we Włoszech w okresie baroku w środowisku szkoły neapolitańskiej.
Jej istotą było położenie nacisku na piękno ludzkiego głosu i wirtuozerię wokalną. Tradycja ta była kontynuowana w XIX wieku w muzyce operowej przez kompozytorów takich jak: Gioacchino Rossini, Gaetano Donizetti czy Vincenzo Bellini.
2. Styl bel canto – styl w muzyce włoskiej powstały we wczesnym baroku (ok. 1630–1640) jako sprzeciw wobec założeń Cameraty florenckiej.
Jego istotą było uznanie warstwy muzycznej za element równoważny wobec warstwy tekstowej oraz silne zróżnicowanie arii, recytatywu i arioso, stosowanych dla podkreślenia odpowiednio lirycznego, narracyjnego lub dramatycznego charakteru utworu.
  - Arie w stylu bel canto cechują się spokojną melodyką, bez wirtuozerii i kontrastujących motywów, często opartą na rytmice tańców stylizowanych, np. sarabandy lub courante. Frazy były zazwyczaj krótkie, zakończone typowymi kadencjami opartymi na triadzie harmonicznej. Wszystko to odróżnia stylistykę bel canto od stylistyki monodii akompaniowanej.
  - Recytatywy zbliżone były do mowy ludzkiej (recitativo secco).
  - Arioso – bardziej emocjonalne, było kontynuacją tradycji recytatywu szkoły florenckiej.

Głównymi przedstawicielami stylu bel canto byli Luigi Rossi (Rzym) i Francesco Cavalli (Wenecja).